# Александријски обред
Александријски обред је литургијски обред који користе древноисточна Коптска православна црква Александрије, Еритрејска православна тевахедо црква и Етиопска православна тевахедо црква, као и источнокатоличке Коптска католичка црква, Еритрејска католичка црква и Етиопска католичка црква.
Божанска литургија александријског обреда садржи елементе из литургија светих Марка Јеванђелиста (који се традиционално сматра првим александријским епископом), Василија Великог, Кирила Великог и Григорија Богослова. Литургија Светог Кирила је превод са коптског језика на грчки језик Литургије Светог Марка.
Александријски обред има два подобреда: коптски обред и ге'ез обред.